# Cikawung (Terisi)
Cikawung is een bestuurslaag in het regentschap Indramayu van de provincie West-Java, Indonesië. Cikawung telt 6752 inwoners (volkstelling 2010).